# Cresta dels Gémena
La Cresta dels Gémana és una serra de la Vall de Boí (Alta Ribagorça), situada dins del Parc Nacional d'Aigüestortes i Estany de Sant Maurici.
La seva cresta discorre de nord-nord-oest a sud-sud-est, dividint la Vall de Llubriqueto, amb el Circ de Gémena al nord-est i el sector de l'Estany Roi al sud-oest. El Pic del Cap d'Estany Roi (2.827,3 m) marca el seu límit septentrional i el Pic de l'Estany Gémena (2.553,1 m) el meridional.